# Libochovany
Libochovany (en allemand : Libochowan) est une commune du district de Litoměřice, dans la région d'Ústí nad Labem, en République tchèque. Sa population s'élevait à 566 habitants en 2021.

## Géographie
Libochovany se trouve sur la rive droite de l'Elbe, face au village de Prackovice nad Labem, à 8 km au nord-ouest de Litoměřice, à 11 km au sud d'Ústí nad Labem et à 62 km au nord-nord-ouest de Prague.

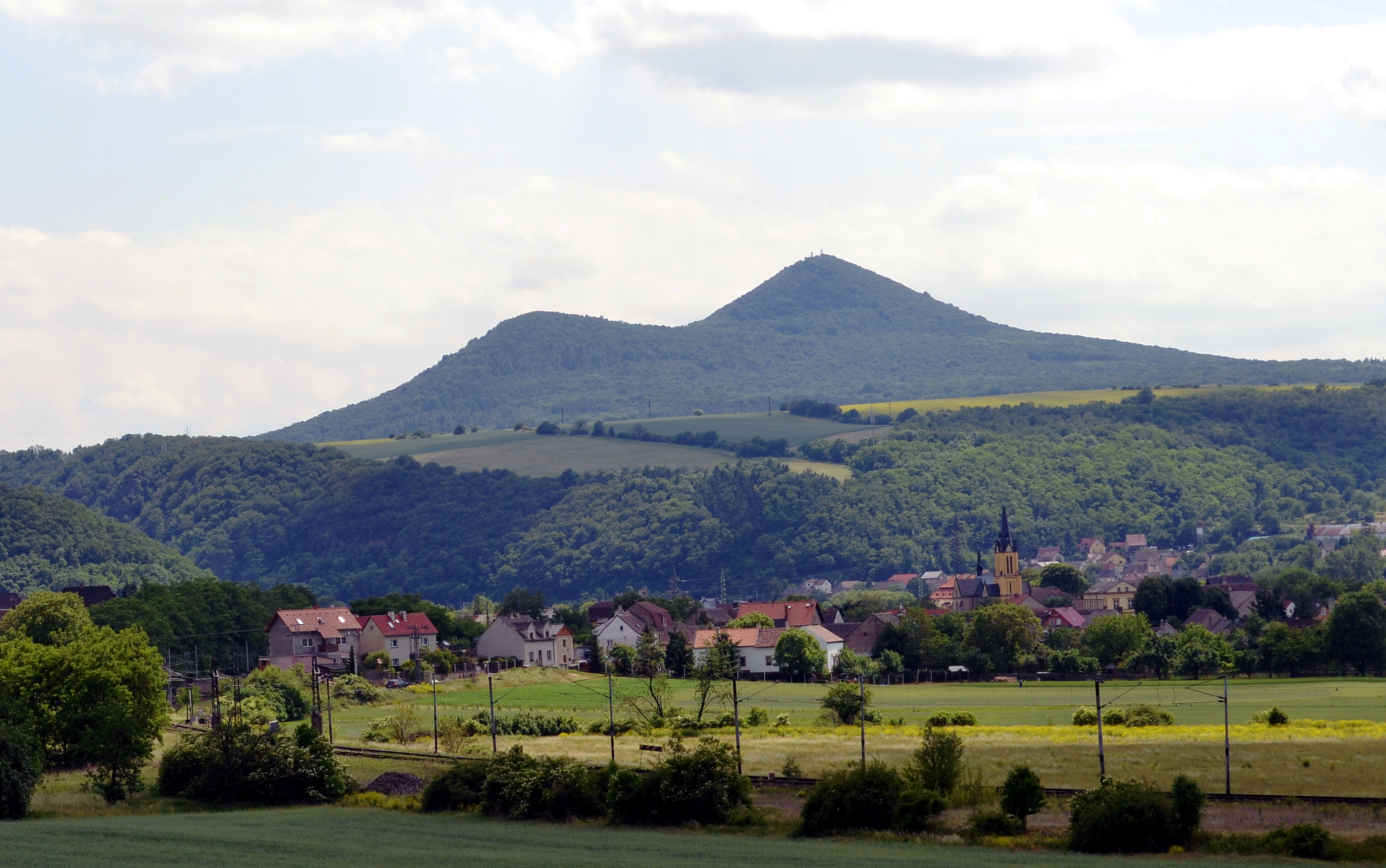
Libochovany, à l'arrière plan le mont Lovoš, situé à 4,5 km au sud-est.
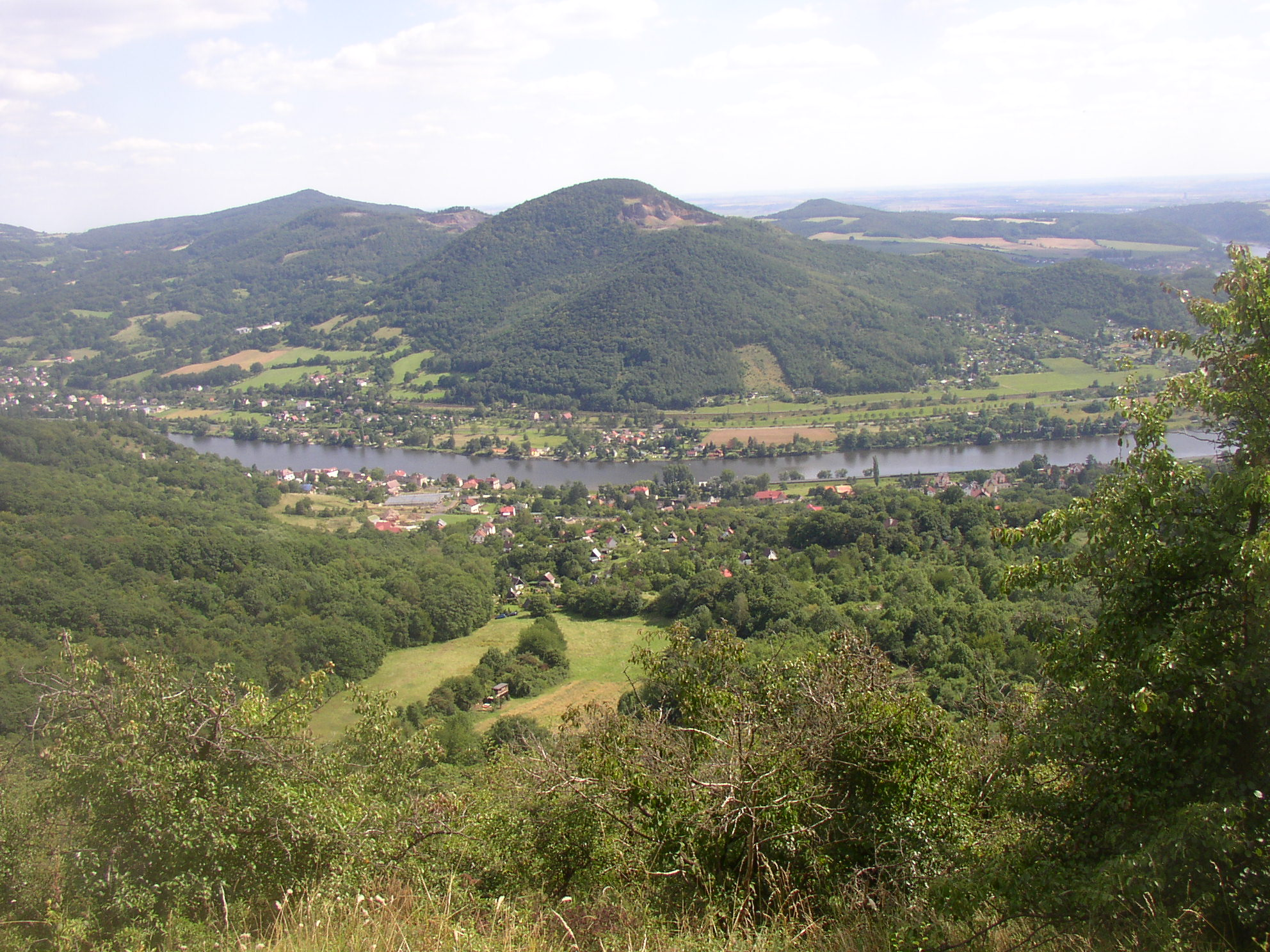
Vue du mont Deblík (459 m) point culminant de la commune.

La commune est limitée par Ústí nad Labem au nord, par Kamýk à l'est, par Velké Žernoseky et Malé Žernoseky au sud, et par Prackovice nad Labem à l'ouest.

## Histoire
La première mention écrite du village date de 1057.

## Administration
La commune se compose de deux quartiers :
- Libochovany
- Řepnice

## Transports
Par la route, Libkovice pod Řípem se trouve à 9 km de Litoměřice, à 16 km d'Ústí nad Labem et à 76 km de Prague.